# 原胆酸
原胆酸（英語：Apocholic acid或orthocholic acid，也称为脱水胆酸）是一种不饱和胆汁酸，发现于1920年代，通常由胆酸在细菌的作用下代谢形成，可能有致癌性。

原胆酸的钠盐